# Bernhard Schaffeld
Bernhard Ferdinand Schaffeld (* 27. Januar 1851 in Erfurt; † 24. August 1924 in Leipzig) war ein deutscher Reichsgerichtsrat.

## Leben
Nachdem er 1868 am Königlichen Gymnasium zu Erfurt sein Abitur ablegte, studierte er Rechtswissenschaften in Leipzig und Berlin. 1872 wurde er auf den preußischen Landesherrn vereidigt. 1878 wurde er Kreisrichter und 1879 Amtsrichter. 1881 wurde er zum Landrichter ernannt und von Sommerfeld nach Beuthen versetzt. 1891 ernannte man ihn zum Landgerichtsrat und 1893 zum Oberlandesgerichtsrat. 1902 kam er von Frankfurt an das Reichsgericht. Er war im  VI. Zivilsenat tätig. Er wurde Dezember 1923 in den Ruhestand versetzt.

## Schriften
Im Reichsgerichtsrätekommentar („Das bürgerliche Gesetzbuch mit besonderer Berücksichtigung der Rechtsprechung des Reichsgerichts“ 1. Auflage 1910) kommentierte er die §§ 607–619, 662–687, 765–792, 809–811, 823–853 BGB.

## Quelle
- Adolf Lobe: Fünfzig Jahre Reichsgericht am 1. Oktober 1929, Berlin 1929, S. 370

## Belege
1. ↑  DRZ, Band 16 (1924), Sp. 425.
2. ↑  Rudolphi: „Verzeichnis der Abiturienten des Gymnasiums zu Erfurt in den Jahren 1820 bis 1870“, in: Zur Feier des fünfzigjährigen Stiftungsfeste des Königl. Gymnasiums zu Erfurt am 2. Juni 1870, Erfurt 1870, S. 43.
3. ↑  Amtsblatt der Regierung in Potsdam und der Stadt Berlin, Jahrgang 1881, Potsdam 1881, S. 13.
4. ↑  „Vermischtes“, Deutsche Juristen-Zeitung, Jahrgang 7 (1902), S. 500.

| Personendaten    | Personendaten                                      |
| ---------------- | -------------------------------------------------- |
| NAME             | Schaffeld, Bernhard                                |
| ALTERNATIVNAMEN  | Schaffeld, Bernhard Ferdinand (vollständiger Name) |
| KURZBESCHREIBUNG | deutscher Reichsgerichtsrat                        |
| GEBURTSDATUM     | 27. Januar 1851                                    |
| GEBURTSORT       | Erfurt                                             |
| STERBEDATUM      | 24. August 1924                                    |
| STERBEORT        | Leipzig                                            |